# Teruki Hara
Teruki Hara (n. 30 iulie 1998, Prefectura Saitama, Japonia) este un fotbalist japonez.
Hara a debutat la echipa națională a Japoniei în anul 2019.

## Statistici
| Japonia | Japonia | Japonia |
| An      | Meciuri | Goluri  |
| ------- | ------- | ------- |
| 2019    | 1       | 0       |
| Total   | 1       | 0       |